# Gottlieb Wilhelm Rabener

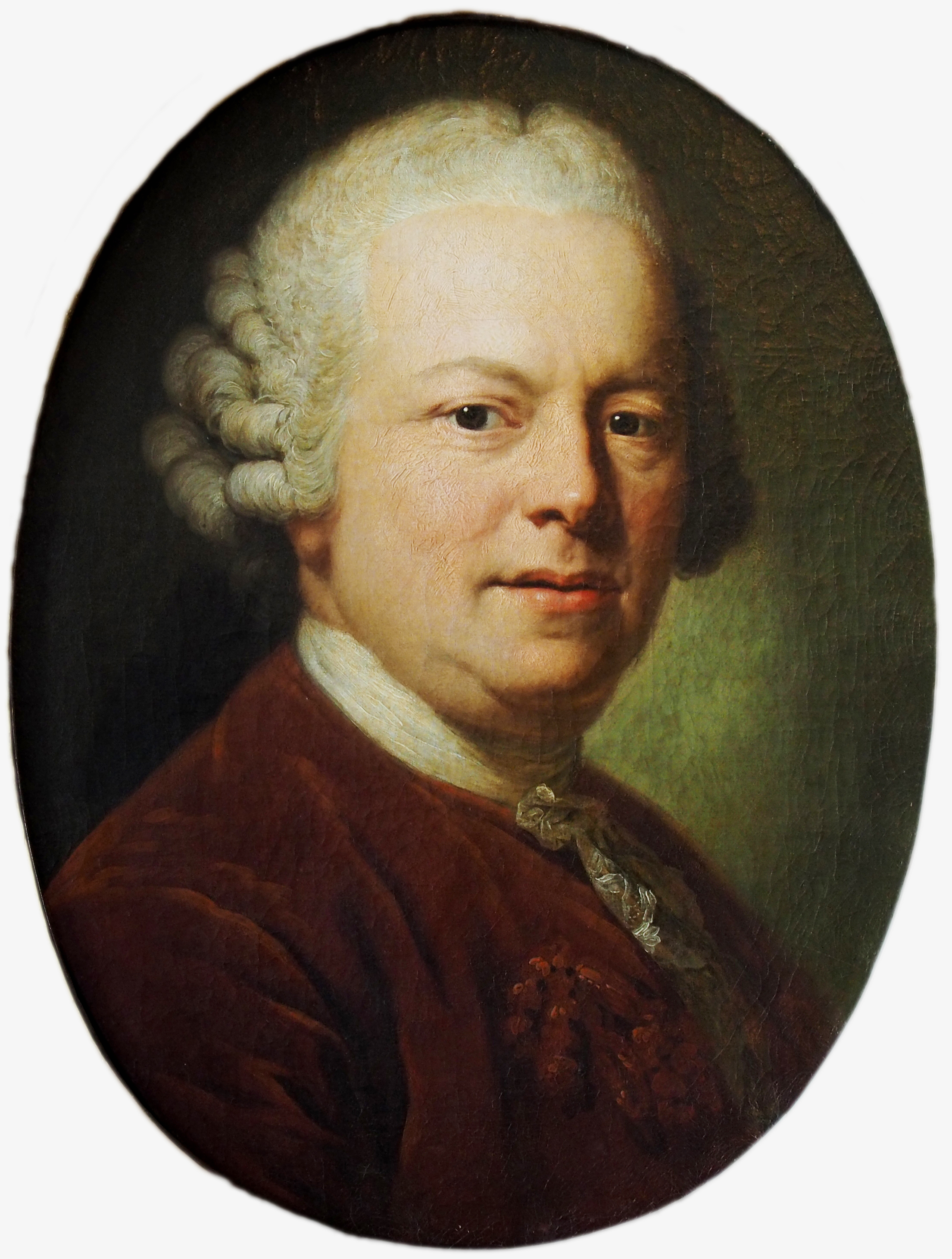
Gottlieb Wilhelm Rabener (nach 1767) von Anton Graff

Gottlieb Wilhelm Rabener (* 17. September 1714 auf Rittergut Wachau; † 22. März 1771 in Dresden) war ein deutscher Schriftsteller und Publizist der Aufklärung.

## Leben
Einer angesehenen Familie entstammend, studierte er nach dem Schulbesuch an der Fürstenschule Sankt Afra in Meißen Rechtswissenschaften und Philosophie in Leipzig.  Nach Abschluss seines Studiums war er als Steuereintreiber und ab 1741 als Steuerrevisor in Leipzig tätig. Im Jahr 1753 wurde er im Rahmen seiner dienstlichen Tätigkeit als Referent nach Dresden berufen.
Bereits während seiner Zeit in Leipzig schrieb er Artikel für verschiedene Zeitschriften, meist in satirischer oder essayistischer Form. Er wurde wegen seines Schreibstils oft der „deutsche Swift“ genannt, wohl deshalb, weil er sich später dem Stil der englischen Wochenzeitschriften annäherte.
Rabeners Prosasatire in Form von kurzen Romanen, Briefen, Gedichten, sowie Sprichwörtern, in denen er menschliches Fehlverhalten, aber auch gesellschaftliche Missstände des Bürgertums satirisch aufbereitete, wurde vielfach in Zeitschriften publiziert. Seine Veröffentlichungen gab er in den 1750er-Jahren unter dem Titel Sammlung satirischer Schriften als Sammlung heraus, die letztlich vier Bände umfassen sollte. Diese Publikation erfuhr innerhalb weniger Jahre mehrere Auflagen und erschien ebenso unter anderem auf Dänisch, Französisch, Englisch und Schwedisch.

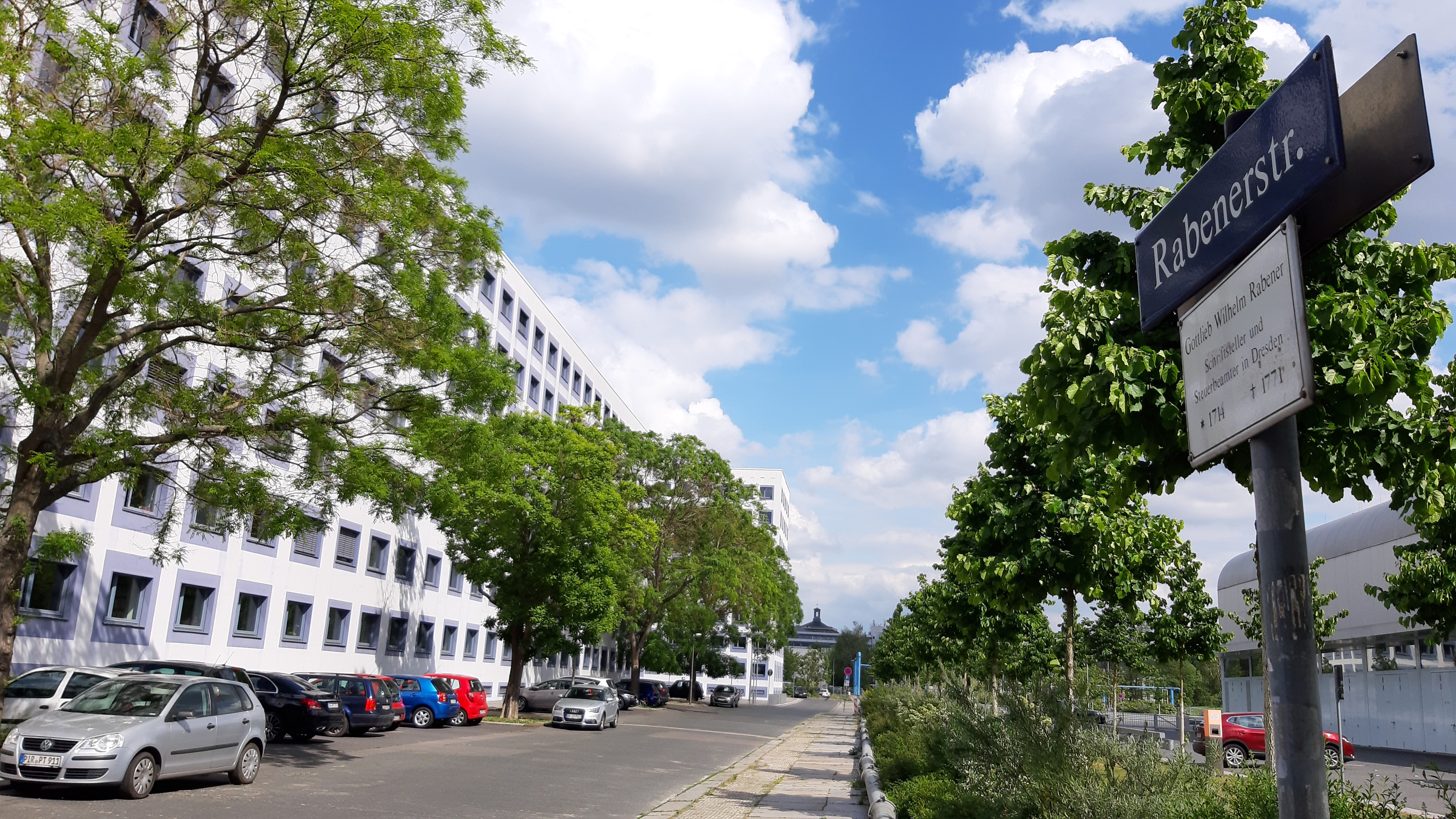
Die Rabenerstraße in Dresden

Gottlieb Wilhelm Rabener verstarb 1771 in Dresden, nachdem auch ein Kuraufenthalt in Karlsbad seiner angeschlagenen Gesundheit nicht helfen konnte. Er wurde auf dem Johanniskirchhof beerdigt. Sein Grab ist nicht erhalten. Rabener ist heute in Vergessenheit geraten. In Dresden sind die Adressen der Finanzämter Dresden Nord und Dresden Süd nach dem Steuereintreiber benannt: Rabenerstraße 1.

## Werke
- Gottlieb Wilhelm Rabener: Sammlung satyrischer Schriften. 4 Theile. Dyck, Leipzig 1751–1755.
  - Erster Theil. Dyck, Leipzig 1751 Digitalisat und Volltext im Deutschen Textarchiv
  - Zweyter Theil. Dyck, Leipzig 1751 Digitalisat und Volltext im Deutschen Textarchiv
  - Dritter Theil. Dyck, Leipzig 1752 Digitalisat und Volltext im Deutschen Textarchiv
  - Vierter Theil. Dyck, Leipzig 1755
- Gottlieb Wilhelm Rabeners Satiren. Dyck, Leipzig 1755 digitalisiert
- Gottlieb Willhelm Rabeners Schreiben an einen seiner Freunde in Warschau, die Belagerung Dresdens betreffend. Georg Ludwig Schulz, Wien 1761 (Digitalisat)
- Aus den Satiren Gottlieb Wilhelm Rabeners: Antons Panßa von Mancha & Abhandlung von Sprüchwörtern. Hg. und Nachwort von E. Theodor Voss. Ulrich Keicher, Warmbronn 2011, ISBN 978-3-943148-01-5

## Briefe
- Gottlieb Wilhelm Rabener. Briefwechsel und Gespräche. Hg. von E. Theodor Voss unter Mitarbeit von Jan Müller. Wallstein, Göttingen 2012, ISBN 978-3-8353-0991-3